# Ken Berry (aktor)
Kenneth Ronald „Ken” Berry (ur. 3 listopada 1933 w Moline, zm. 1 grudnia 2018 w Burbank) – amerykański aktor, tancerz, osobowość telewizyjna.

## Filmografia
- 1961–1964: Doktor Kildare (serial TV) jako dr John Kapish
- 1974: Garbi znowu w trasie jako Willoughby Whitfield
- 1978: The Cat From Outer Space jako dr Franklin „Frank” Wilson[1]
- 1992: Złotka jako Thor Anderson
- 1997: The New Batman Adventures jako Seymour Grey (głos)
- 1999: Maggie Winters jako szeryf Riley